# Gulbent marklöpare
Gulbent marklöpare (Calathus ambiguus) är en skalbaggsart som först beskrevs av Gustaf von Paykull 1790.  Gulbent marklöpare ingår i släktet Calathus, och familjen jordlöpare. Enligt den finländska rödlistan är arten nära hotad i Finland. Arten är reproducerande i Sverige. Artens livsmiljö är ruderatmarker, vägrenar och banvallar.

## Bildgalleri

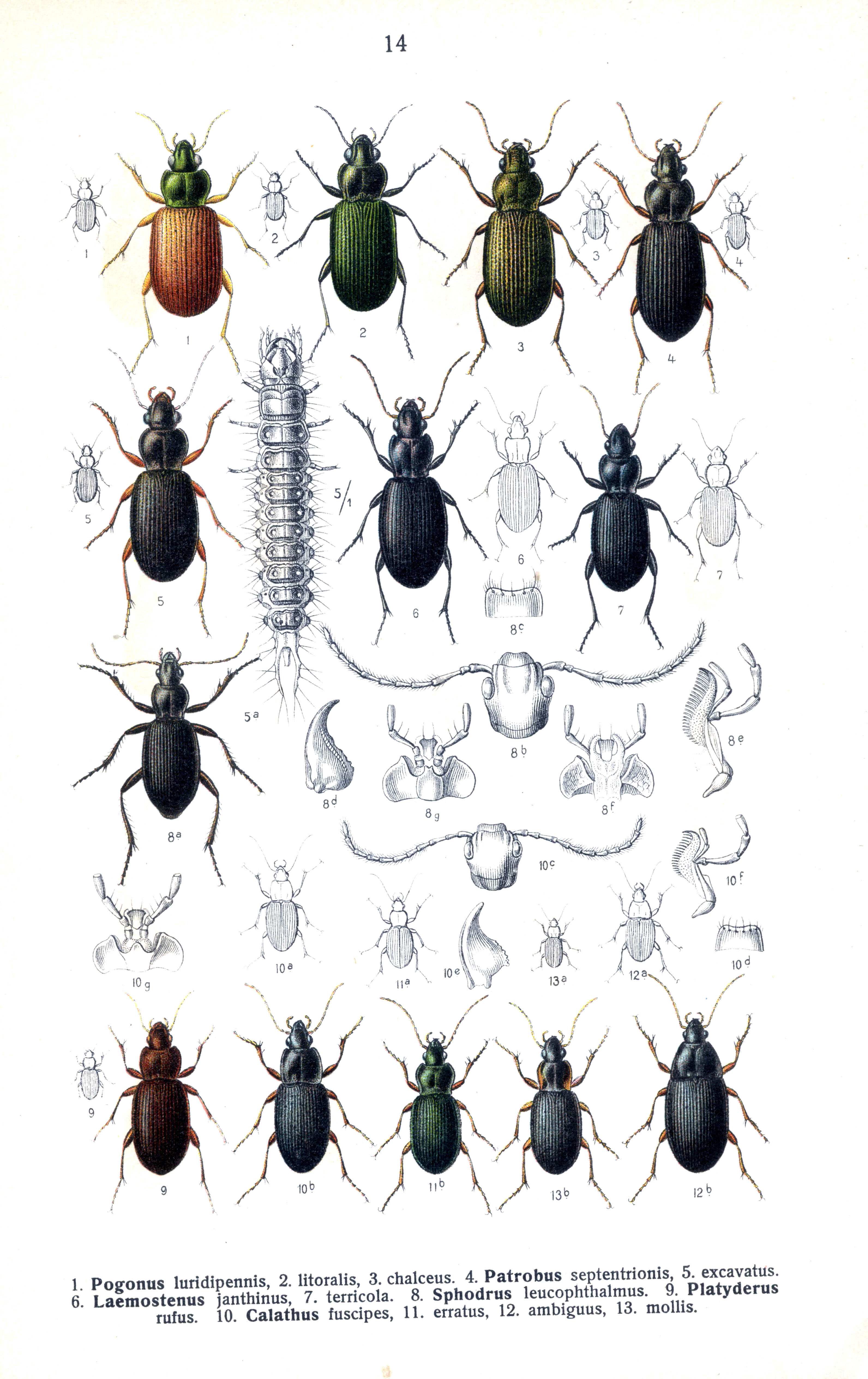